# 福井県道264号越前織田線
福井県道264号越前織田線（ふくいけんどう264ごう えちぜんおたせん）は福井県丹生郡越前町内の国道と国道を結ぶ一般県道である。

## 路線概要
国道305号と国道365号を連絡する役割を担う県道である。しかし先でこの2つの国道は直接接続しており、連絡路としての役割は低い。むしろ役割としては国道305号は海岸沿いを走るルーティングのため、高浪で越前町以北の国道305号が不通になった場合、嶺北中央部を走る国道8号や福井県道229号福井鯖江線へ、車両を誘導する役割が大きい。しかしこの役割は国道365号があっての役割であり、この県道264号単独としては役割を見出すことの難しい路線である。

### 路線データ
- 起点　福井県丹生郡越前町道口
- 終点　同町上山中

## 道路状況
起点直後から非常に急勾配な区間が続き、カーブミラーこそあるもののかなりの急カーブが連続する道路である。しかし片側1車線は確保されており、ガードレールやガードロープも設けられているので安全面ではそれ程問題にはならない。しかし走行しやすい道とは言い難く、交通量もそれ程多くない路線である。しかし災害時には活躍することが予想される道路なので、有事の際の通行には注意が必要であるといえるだろう。

## 接続道路
- 国道305号（国道417号重複）（越前町道口、起点）
- 国道365号（国道417号重複）（越前町上山中、終点）

## 沿線周辺
- 越前町立越前中学校